# Pukaki (rivière)
La rivière Pukaki  (en anglais : Pukaki River)  coule à travers le bassin de Mackenzie, dans la région de Canterbury, dans l‘Île du Sud de la Nouvelle-Zélande.

## Géographie
Initialement, la rivière s’écoule vers le sud-ouest sur 15 km à partir de l’extrémité sud du lac Pukaki avant de se joindre à la rivière Tekapo et de s’écouler dans l’extrémité Nord du lac Benmore. Toutefois, toutes les eaux du lac Pukaki sont maintenant déviées par un canal, qui alimente trois centrales hydro-électriques avant de retourner directement dans le lac Benmore, formant une partie du Waitaki Hydroelectric scheme (en). Occasionnellement, de l’eau peut glisser vers le lit de la rivière, quand le lac Pukaki atteint son niveau maximum, voir si le canal ou les centrales nécessitent des maintenances techniques.
En 2010, la société Meridian Energy (en) appliqua le principe des « resources consents» pour construire une station d’une puissance de 35 MW aux portes de Pukaki 